# Thomas Bohrer
Pour les articles homonymes, voir Bohrer.
Thomas Bohrer, né le 6 août 1963, est un rameur d'aviron américain. 

## Carrière
Thomas Bohrer participe aux Jeux olympiques de 1988 à Séoul et remporte la médaille d'argent avec le quatre sans barreur américain composé de Raoul Rodriguez, Richard Kennelly et David Krmpotich. Il participe également aux Jeux olympiques de 1992 à Barcelone et remporte la médaille d'argent avec le quatre sans barreur américain composé de Jeffrey McLaughlin, William Burden et Patrick Manning.